# Droga krajowa nr 101 (Kostaryka)
Droga krajowa nr 101 (hiszp. Ruta Nacional Secundaria 101/Ruta 101) – jedna z dróg krajowych w Kostaryce. Znajduje się ona w prowincji San José.

## Opis
W prowincji San José droga krajowa nr 101 przebiega przez kanton San José (dystrykty Uruca) i kanton Tibás (dystrykt San Juan, Cinco Esquinas, Anselmo Llorente i Colima).